# Yeşildurak, Viranşehir
Yeşildurak là một xã thuộc huyện Viranşehir, tỉnh Şanlıurfa, Thổ Nhĩ Kỳ. Dân số thời điểm năm 2011 là 120 người.